# Wayne Bridge
Wayne Michael Bridge (sinh ngày 5 tháng 8 năm 1980) là một cựu hậu vệ bóng đá người Anh, hiện đã giải nghệ.

## Sự nghiệp câu lạc bộ

### Southampton
Bridge sinh ra ở Southampton, nhưng lại chuyển đến Winchester từ rất sớm. Tại đây Bridge theo học ở trường Tiểu học Oliver's Battery và Kings' Schools. Bridge được Micky Adams "chấm" và tiến cử anh với CLB Southampton. Và sau đó anh đã ký hợp đồng với CLB này vào tháng 6 năm 1996. Bridge có màn ra mắt Southampton trước Portsmouth vào ngày 13 tháng 8 năm 1997 trong vai trò một trung phong.
Wayne Bridge được đá chính tại đội một vào ngày mở màn mùa giải 1998-99 khi được đưa vào thay cho John Beresford. Đến ngày 22 tháng 8 năm 1998 anh lại được ra sân trong trận đại thắng Charlton Athletic 5-0 của Southampton.
Từ 4 tháng 3 năm 2000 đến 18 tháng 1 năm 2003 Wayne Bridge đã lập nên một kỉ lục tại giải Ngoại hạng Anh khi chơi liên tục trong 10.160 phút suốt gần 3 mùa giải mà không bị chấn thương hay bị đuổi ra vì lãnh thẻ. Lúc này đã có nhiều "Ông lớn" tại giải ngoại hạng nhòm ngó anh và cuối cùng Chelsea đã giành được Wayne Bridge với giá 7 triệu bảng Anh. Trận Chung kết Cúp FA 2003 giữa Southampton và Arsenal cũng là lần cuối cùng Bridge khoác áo "The Saints".

### Chelsea
Tháng 7 năm 2003 Wayne Bridge cập bến Chelsea sau khi câu lạc bộ Luân Đôn đã chi ra 7 triệu bảng Anh kèm theo hậu vệ Graeme Le Saux. Anh có trận mở màn trong trận tứ kết UEFA Champions League 2003-04 với Arsenal và Bridge đã ghi bàn ở phút thứ 88 (bàn thắng sau này được bình chọn là bàn thắng đẹp của mùa giải 2003-04) đem lại chiến thắng cho "The Blues", đồng thời giúp Chelsea có mặt tại Bán kết Champions League. Cũng tại mùa giải đó anh có thêm 2 bàn thắng vào lưới Besiktas và Portsmouth.
Mùa giải 2005/2006 Chelsea mua về hậu vệ cánh trái Asier del Horno và Bridge thường ngồi dự bị sau khi bị chấn thương.
Ngày 19 tháng 1 năm 2006 Bridge được đem cho Fulham mượn và trong quãng thời gian ở đây anh được các CĐV Fulham đặt cho nickname "Putney".
Mùa giải 2006/2007 Chelsea có được sự phục vụ của Ashley Cole từ Arsenal và vị trí chính thức của Bridge lại bị de doạ. Anh đã có trận mở màn mùa giải khi Chelsea đại thắng 3-0 trước Manchester City với một pha căng ngang để Drogba đánh đầu thành bàn. Và chỉ khi Ashley Cole gặp phải chấn thương đầu năm 2007 thì Wayne Bridge mới được đá chính.

### Manchester City

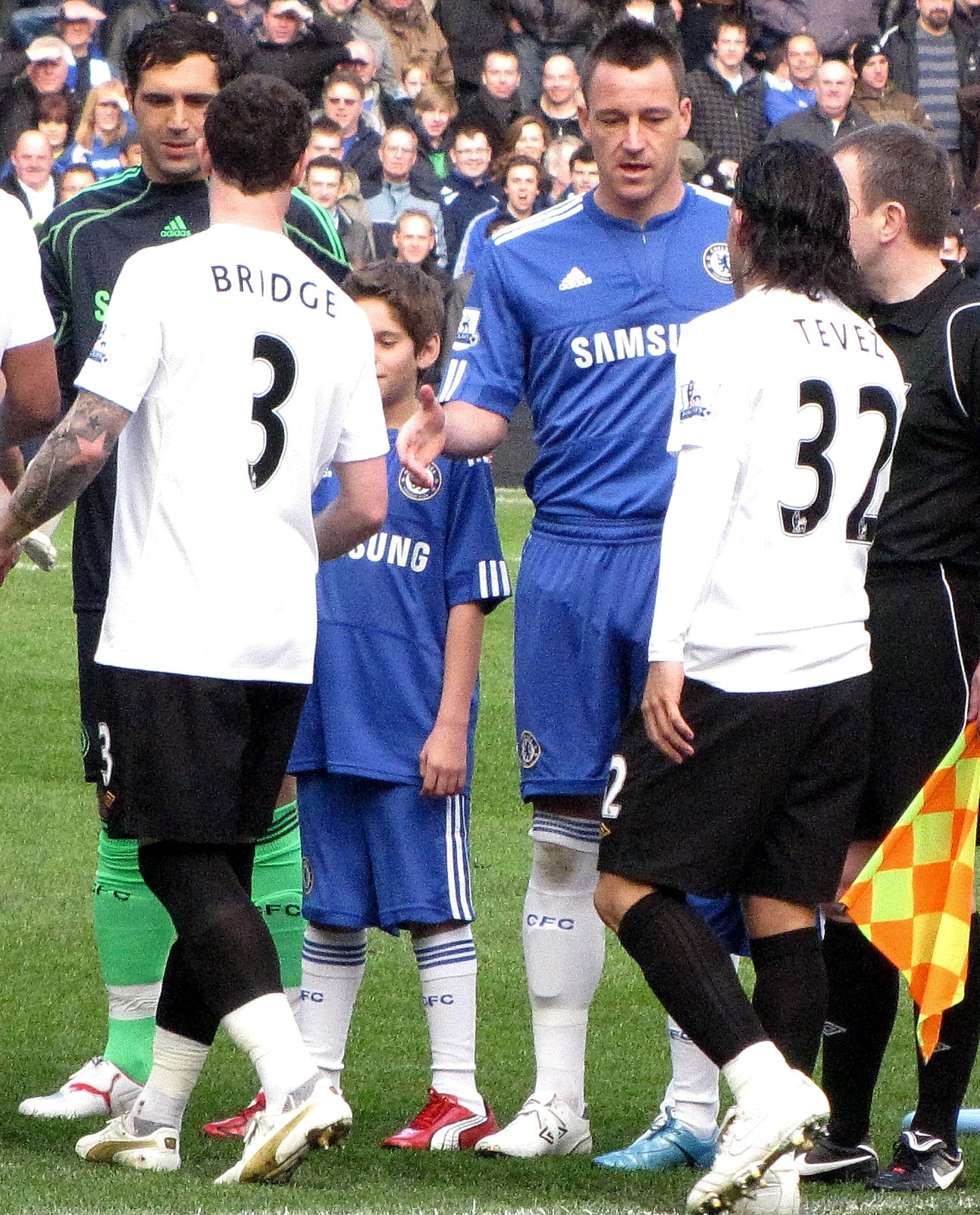
Wayne Bridge từ chối bắt tay đội trưởng Chelsea John Terry tại thời điểm bắt đầu của trận đấu giữa Chelsea và Manchester City ngày 27 tháng 2 năm 2010

Ngày 2 tháng 1 năm 2009, huấn luyện viên Mark Hughes thông báo rằng Manchester City đã đồng ý một khoản phí không tiết lộ với Chelsea cho Bridge, được cho là khoảng 10 triệu bảng Anh, vào ngày hôm sau, Manchester City đã đồng ý các điều khoản cá nhân với anh, người sau này đã vượt qua kiểm tra y tế của mình để hoàn thành việc chuyển nhượng. Bridge đã được ra mắt người hâm mộ nhà ngày hôm đó trên băng ghế dự bị, tại một trận đấu của Cúp FA trước Nottingham Forest, và hai tuần sau đó anh xuất hiện lần đầu với tư cách thi đấu cho câu lạc bộ trong trận thắng 1 -0 trước Wigan ở giải ngoại hạng. Anh đã được trao số áo 25. Mùa giải 2009-10, Bridge chuyển sang số áo 3, số áo mà trước đây là của Michael Ball.
Ngày 27 tháng 2 năm 2010, Manchester City gây ra trận thua đầu tiên trên sân nhà của Chelsea tại Giải bóng đá Ngoại hạng Anh 2009-10 với một chiến thắng đậm 4-2. Trước trận đấu, Bridge đã từ chối bắt tay với người cựu đồng đội ở Chelsea, John Terry. Terry bị cáo buộc là đã ngoại tình với bạn gái cũ của Bridge.

## Sự nghiệp quốc tế
Trong thời gian ở Southampton, các huấn luyện viên của Bridge (Jones, Hoddle và Gray) dự đoán anh sẽ là một cầu thủ nổi tiếng trên toàn quốc tế. Anh đã sớm xuất hiện thường xuyên cho U-21 Anh, và lời tiên tri của các nhà quản lý đã được thực hiện. Khi Sven-Göran Eriksson trao cho anh suất thi đấu ở đội tuyển Anh lần đầu tiên trước Hà Lan vào ngày 13 tháng 2 năm 2002. Anh đã nhanh chóng chứng tỏ mình và xuất hiện lần thứ hai trong một sự thay đổi người tại World Cup 2002, mặc dù anh đã không xuất hiện ở tất cả các trận đấu tại Euro 2004, với việc Ashley Cole thi đấu rất hay trong vai trò của Bridge.
Trong vòng loại World Cup 2006, anh được giao vai trò tiền vệ trái của đội tuyển Anh, nhưng anh lại bị mất vị trí này vào tay người đồng đội tại Chelsea Joe Cole khi anh bị dính chấn thương. Anh trở lại đội tuyển Anh trong trận giao hữu với Argentina vào tháng 11 năm 2005 để lấp vào vị trí do Cole bỏ lại vì bị chấn thương và anh có được trận đấu thứ 21 của mình trong màu áo đội tuyển quốc gia.
Anh chơi trong trận vòng loại Euro 2008 với Estonia vào ngày 6 tháng 6 năm 2007, trong đó đội tuyển Anh thắng 3-0, với pha hỗ trợ của Bridge cho Joe Cole với một quả ném ném biên dài vào trong.
Lần xuất hiện cuối cùng của Bridge cho đội tuyển Anh là trận đấu với Brazil, ngày 14 tháng 11 năm 2009. Ngày 25 tháng 2 năm 2010, anh đã thông báo giã từ sự nghiệp thi đấu quốc tế vĩnh viễn sau những cáo buộc liên quan đến cựu đội trưởng tuyển Anh John Terry và bạn gái cũ của Bridge, Vanessa Perroncel.

### Bàn thắng quốc tế
Bàn thắng và danh sách kết quả cao nhất cho đội tuyển Anh
| STT | Ngày               | Địa điểm        | Đối thủ | Hệ số | Kết quả | Giải đấu |
| --- | ------------------ | --------------- | ------- | ----- | ------- | -------- |
| 1   | 5 tháng 6 năm 2004 | Manchester, Anh | Iceland | 5–1   | 6–1     | Giao hữu |

## Cuộc sống riêng

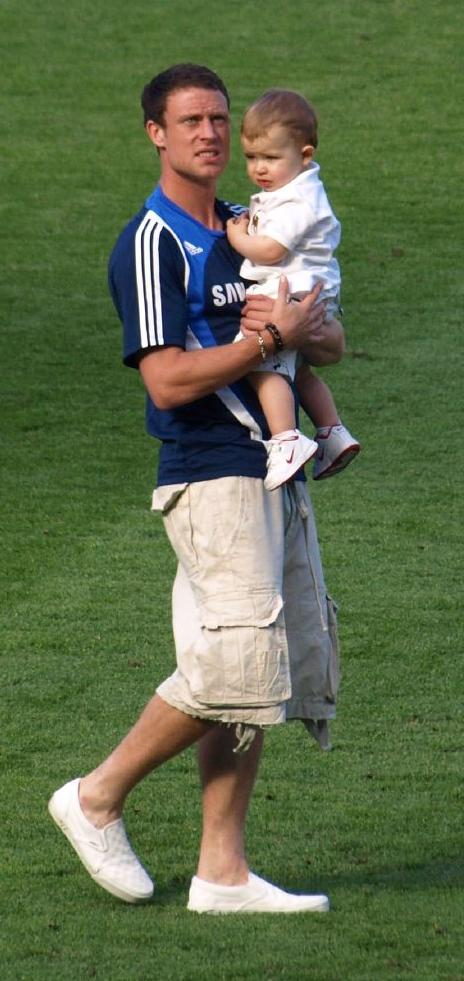
Bridge với con trai anh ấy Jaydon

Bridge có người vợ là người mẫu-diễn viên Vanessa Perroncel và một cậu con trai là Jaydon Jean Claude Bridge. Trong ngày con trai chào đời cũng là lúc Bridge ký một hợp đồng mới có thời hạn 4 năm với Chelsea.
Quyển Horrid Henry and the Football Fiend được viết bởi Francesca Simon là cuốn sách ưa thích của Bridge, và Das EFX là ban nhạc yêu thích của anh. Trong một số báo của Tạp chí chính thức của Chelsea, Bridge tiết lộ tình yêu của mình với bộ phim Star Wars và nói với bạn gái của mình mua cho anh một bộ trang phục Imperial Stormtrooper.

## Danh hiệu

### Câu lạc bộ

#### Southampton
- Á quân FA Cup: 2002–03

#### Chelsea
- Premier League: 2004–05
- EFL Cup: 2006–07
- FA Cup: 2006–07